# Сорымлогась
Сорымлогась — упразднённая деревня в Шурышкарском районе Ямало-Ненецкого автономного округа России.

## География
Располагалась на левом берегу реки Куноват, ниже впадения в неё реки Логасьёган, в 62,5 км к востоку от бывшего центра сельсовета села Азовы.

## История
С 2005 до 2006 гг. деревня входила в состав Азовского сельского поселения.
Упразднена в 2006 году.

## Населения
| 1989 | 2002 |
| ---- | ---- |
| 8    | ↘0   |

По переписи 1989 года в деревне проживало 8 человек (4 мужчины и 4 женщины). По итогам переписи 2002 года отсутствовало постоянное население